# Deklarativt minne
Till deklarativt minne hör de två delarna från långtidsminnet; det semantiska minnet och episodminnet.
Det deklarativa minnet innehåller material som kan bli använt av medvetandet, som faktakunskaper. Det är ett medvetet (explicit) minne (jämför med implicit minne). Kallas ibland för explicit minne. 
Det kallas deklarativt eftersom man kan deklarera dess innehåll verbalt, men även genom bild, skulptur, gester och ljud. 